# Den Danske Dyrlægeforening
Den Danske Dyrlægeforening (i forkortet form DDD; på engelsk: The Danish Veterinary Association) er navnet på den faglige forening, der varetager dyrlægernes og de dyrlæge-studerendes interesser i Danmark (inklusive Færøerne og Grønland).
Dyrlægeforeningen består af hovedforening og syv sektioner. Desuden varetages de socioøkonomiske forhold under følgende to organisationer:
- Praktiserende Dyrlægers Arbejdsgiverforening (PDA) Arkiveret 11. marts 2014 hos  Wayback Machine
- Ansatte Dyrlægers Organisation (ADO) Arkiveret 11. marts 2014 hos  Wayback Machine.

Foreningen rummer også syv faglige sektioner:
- Sektion vedrørende Kvæg Arkiveret 11. marts 2014 hos  Wayback Machine
- Sektion vedrørende Svin Arkiveret 11. marts 2014 hos  Wayback Machine
- Sektion vedrørende Heste Arkiveret 11. marts 2014 hos  Wayback Machine
- Sektion vedrørende Hund, Kat og Smådyr Arkiveret 11. marts 2014 hos  Wayback Machine
- Sektion vedrørende Fødevarer & Miljø Arkiveret 11. marts 2014 hos  Wayback Machine
- Sektion vedrørende Veterinær Administration, Forskning og Undervisning Arkiveret 11. marts 2014 hos  Wayback Machine
- Sektion vedrørende Forsøgsdyr, Lægemidler og Toksikologi Arkiveret 11. marts 2014 hos  Wayback Machine

Medlemstallet udgør pr. 1. januar 2012 3.800, hvoraf 2.500 er erhvervsaktive.
Foreningens formand er dyrlæge, cand.med.vet. Carsten Jensen
Dyrlægeforeningen er medlem af Akademikerne og udgiver fagbladet Dansk Veterinærtidsskrift, der udkommer 16 gange årligt.
Hjemmeside www.ddd.dk Arkiveret 17. februar 2014 hos  Wayback Machine

## Eksterne kilder og henvisninger
- Den Danske Dyrlægeforening Arkiveret 17. februar 2014 hos  Wayback Machine – Officiel hjemmeside